# Norman Nunez
Norman „Tilliman” Nunez Pipersburgh (ur. 12 czerwca 1971 w Belize City) – belizeński piłkarz występujący na pozycji napastnika lub pomocnika, reprezentant kraju. Jest uznawany za jednego z najlepszych belizeńskich piłkarzy w historii oraz legendę belizeńskiej piłki nożnej. 
Podczas swojej kariery piłkarskiej występował w kilkunastu klubach z rodzimej półprofesjonalnej ligi, zdobywając około dziesięciu mistrzostw Belize. Największe sukcesy odnosił w latach 90. w barwach Juventus FC oraz w pierwszych latach XXI wieku w Kulture Yabra FC. Dołączając do honduraskiego CD Marathón został jednym z pierwszych belizeńskich piłkarzy, którzy podpisali profesjonalny kontrakt w zagranicznej lidze.
W listopadzie 1995 wystąpił w historycznym, pierwszym meczu rozegranym przez piłkarską reprezentację Belize, z Salwadorem (0:3). W kwietniu 2001 strzelił gola w spotkaniu z Nikaraguą (2:0), które było pierwszym zwycięstwem reprezentacji Belize. Jako zawodnik drużyny narodowej trzykrotnie wziął udział w Pucharze Narodów UNCAF (1995, 2001, 2005), a także w eliminacjach do Mistrzostw Świata w Korei i Japonii. Pełnił rolę kapitana reprezentacji.

## Początki
Nunez pochodzi z największego miasta w kraju, Belize City. Jest synem Lindy Nunez. Wychowywał się w pobliżu ulicy Kelly Street, a jednym z jego przyjaciół z dzieciństwa był Charlie Slusher, przyszły bramkarz reprezentacji Belize.

## Kariera klubowa

### 1988–1999
W lidze belizeńskiej, mającej wówczas charakter amatorski, Nunez zadebiutował jako szenastolatek w 1988 roku. Od 1991 roku rozgrywki były organizowane jako półprofesjonalne. Sezon 1991, a więc pierwszy w historii o charakterze częściowo profesjonalnym, Nunez rozegrał jako zawodnik klubu Yabra Guinness ze swojego rodzinnego Belize City. Następnie przeniósł się do zespołu Acros Carib, z którym w sezonie 1992/1993 wywalczył tytuł mistrza Belize oraz został wicekrólem strzelców ligi z 10 golami na koncie (trzy bramki więcej zdobył Meksykanin Felipe Moreno). W grudniu 1993 w barwach drużyny La Victoria FC zagrał w dwumeczu pierwszej rundy kontynentalnych rozgrywek Pucharu Mistrzów CONCACAF z gwatemalską Aurorą (2:2, 1:3), zdobywając bramkę w pierwszym spotkaniu.
Później Nunez został zawodnikiem klubu Juventus FC. Przez kolejne lata był czołowym zawodnikiem drużyny z miasta Orange Walk, która zdominowała wówczas rozgrywki ligowe. Zespół Juventusu z lat 90. XX wieku, na czele z graczami takimi jak Nunez, David McCaulay, Charlie Slusher, Raul Celiz, bracia Tun (Donnie, Freddy i Marcelino) czy bracia Hendricksowie (Christopher i Oliver), jest uznawany przez obserwatorów za jeden z najlepszych w historii belizeńskiej piłki nożnej. W sezonach 1993/1994 i 1994/1995 Nunez zdobywał z Juventusem wicemistrzostwo Belize, w pierwszym z nich jako najlepszy strzelec swojej drużyny (8 goli). W sezonach 1995/1996 i 1996/1997 wywalczył natomiast dwa z rzędu tytuły mistrza Belize, w obydwóch przypadkach będąc najskuteczniejszym piłkarzem Juventusu. W sezonie 1995/1996 jego 9 zdobytych goli zapewniło mu tytuł króla strzelców ligi belizeńskiej. W sezonie 1996/1997 strzelił natomiast 8 bramek i zajął trzecie miejsce w klasyfikacji najskuteczniejszych piłkarzy rozgrywek (po Davidzie McCaulayu i Denmarku Caseyu).
W maju 1997 Juventus jako mistrz Belize przystąpił do rozgrywek Pucharu Mistrzów CONCACAF. Rywalem klubu w pierwszej rundzie był czołowy honduraski klub Real CD España, zgodnie uznawany przez kibiców i media za zdecydowanego faworyta dwumeczu. Pierwsze spotkanie, rozegrane 18 maja w Orange Walk, zakończyło się wyjazdowym zwycięstwem Realu 1:0. W rewanżu, rozegranym 28 maja na Estadio Francisco Morazán w San Pedro Suli, Juventus niespodziewanie wygrał z Realem España 4:1 i awansował do kolejnej rundy. Bohaterem meczu rewanżowego okazał się Nunez, który strzelił trzy gole, pokonując bramkarza rywali Miltona Floresa. Według relacji świadków każdy kontakt z piłką Nuneza był przyjmowany z entuzjazmem przez zgromadzonych na trybunach honduraskich kibiców, którzy byli przekonani, że jest on Brazylijczykiem. Po zakończeniu meczu Nunez został otoczony przez honduraskich dziennikarzy, chcących przeprowadzić z nim wywiad – okazało się to jednak niemożliwe, gdyż zawodnik nie znał języka hiszpańskiego. Honduraskie dzienniki określiły sensacyjną porażkę Realu España z półamatorskim Juventusem jako „wstydliwą” (Tiempo) i „hańbiącą” (El Heraldo), podkreślając, iż Real został „zdeptany i stratowany” (La Prensa). Belizeńska gazeta Amandala skomentowała natomiast, że „tamtej nocy wstyd Hondurasu był równie wielki jak chwała Belize”. Po latach Nunez określił świetny występ z Realem España jako „największą rzecz, jakiej dokonał w swoim życiu”.
Bezpośrednio po meczu z Realem España Nunez otrzymał propozycję kontraktu od honduraskiego klubu CD Marathón, opiewającego na sumę 30 tysięcy dolarów amerykańskich. W czerwcu i lipcu 1997 wystąpił jeszcze w barwach Juventusu w wysoko przegranym dwumeczu drugiej rundy Pucharu Mistrzów CONCACAF z gwatemalskim Comunicaciones (0:3, 2:5) oraz dwumeczu pierwszej rundy Pucharu Zdobywców Pucharów CONCACAF z honduraskim Platense (1:0, 1:4). Strzelił dwa gole w rewanżu z Comunicaciones oraz jednego w pierwszym meczu z Platense, wzbudzając zainteresowanie ze strony pierwszego z tych klubów, ówczesnego mistrza Gwatemali. Ze względu na napiętą sytuację polityczną pomiędzy Belize i Gwatemalą zdecydował się jednak na przyjęcie oferty Marathónu. Został tym samym drugim (po Orlando Pinelo) belizeńskim piłkarzem, który podpisał profesjonalny kontrakt z klubem zagranicznym.
W Liga Nacional de Honduras Nunez zadebiutował 23 sierpnia 1997 w rozegranych na Estadio Francisco Morazán derbach miasta San Pedro Sula z Realem España (3:2). Już w 2. minucie został jednak sfaulowany przez Césara Clothera i doznał poważnej kontuzji, która wyeliminowała go z gry na dłuższy czas. Po latach zawodnik wspominał brutalny faul Clothera jako podjęty z pełną premedytacją. Nunez nie zagrał już więcej dla Marathónu i powrócił do Belize.
W kolejnych latach Nunez występował w zespołach FC Yabra oraz Builders Bandits. Następnie powrócił do Juventusu FC, z którym w sezonie 1998/1999 wywalczył kolejne mistrzostwo Belize. W barwach Juventusu w 1999 roku wziął także udział w międzynarodowych rozgrywkach Copa Interclubes UNCAF (środkowoamerykańskich kwalifikacjach do Pucharu Mistrzów CONCACAF), gdzie wystąpił m.in. w meczu z kostarykańskim Deportivo Saprissa (0:2).

### 1999–2009
W 1999 roku Nunez po raz trzeci w karierze został piłkarzem Kulture Yabra FC. Zawodnikiem klubu z Belize City pozostawał przez kolejne sześć lat, będąc liderem i kapitanem drużyny oraz czołowym napastnikiem ligi belizeńskiej. W sezonie 2000/2001 wywalczył z Yabrą mistrzostwo Belize. Został wówczas królem strzelców rozgrywek, zdobywając 14 goli, z czego dwa w decydującym rewanżu finałowym z Builders Hardware Bandits (2:0). W oficjalnym plebiscycie otrzymał nagrody dla najlepszego piłkarza i najlepszego napastnika sezonu. W lutym 2002 podczas jednego z ligowych meczów pobił swojego kolegę z drużyny Estevana Pereza, a graczy musieli rozdzielać funkcjonariusze policji. Później Nunez przeprosił na swoje zachowanie i został ukarany przez swój klub zawieszeniem na jeden mecz oraz grzywną. W sezonie 2001/2002 obronił z Yabrą tytuł mistrza kraju. W sezonie 2003 po raz trzeci zdobył z Yabrą mistrzostwo Belize, strzelając bramkę w finałowym rewanżu z Builders Hardware Bandits (2:1). Zakończył rozgrywki z 9 golami na koncie, co dało mu tytuł wicekróla strzelców (dwie bramki za Kentonem Galvezem). We wrześniu 2004 wraz z Yabrą zagrał w dwumeczu pierwszej rundy Copa Interclubes UNCAF z salwadorską Alianzą (0:0, 2:5).
W sierpniu 2000 Nunez gościnnie wystąpił w barwach Sagitun FC w meczu towarzyskim rozegranym na MCC Grounds w Belize City z amatorską reprezentacją meksykańskiego miasta Chetumal (6:0). Zdobył wówczas trzy gole dla Sagitun.
Latem 2005 Nunez został piłkarzem beniaminka ligi belizeńskiej – zespołu New Site Erei z miasta Dangriga. Tam już w sezonie 2005/2006 wywalczył tytuł mistrza kraju, oddając decydujący strzał w serii rzutów karnych w rewanżu finałowym z Boca (1:1, 5:4 k). W drużynie New Site Erei występowali czołowi belizeńscy piłkarze, przez kolejne lata stanowiący o sile drużyny narodowej, tacy jak Woodrow West, Elroy Smith, Ryan Simpson, Harrison Roches czy Lennox Castillo. Doświadczony (34 lata) Nunez był opisywany przez media jako istotna postać zespołu i określany jako jego „boiskowy trener”, organizujący ataki drużyny. Ze względu na zaawansowany wiek stopniowo był przesuwany z pozycji napastnika na pozycję pomocnika. W sezonie 2006 New Site Erei zdobył drugie z rzędu mistrzostwo Belize, a Nunez (kapitan drużyny) strzelił bramkę w finałowym rewanżu z Hankook Verdes (2:0). W tamtych rozgrywkach wywalczył swój ostatni tytuł króla strzelców ligi belizeńskiej (13 goli) i został wybrany w plebiscycie na najlepszego piłkarza i najlepszego pomocnika ligi.
W 2006 roku Nunez przeszedł do drużyny FC Belize. Pierwszego gola w nowym zespole strzelił 9 września 2006 w wygranym 4:0 spotkaniu z Alphą. W sezonie 2006 zdobył z FC Belize mistrzostwo kraju. Według portalu News 5 było to jego dziewiąte mistrzostwo Belize w karierze, wobec czego wspólnie z Charliem Slusherem został pod tym względem krajowym rekordzistą od czasu wprowadzenia rozgrywek półprofesjonalnych. Niedługo tym sukcesie dołączył do klubu Revolutionary Conquerors FC, z którym w sezonie 2007 wywalczył wicemistrzostwo Belize. W finałowym rewanżu ze swoim byłym klubem, FC Belize (0:1), otrzymał czerwoną kartkę. Pomimo zaawansowanego wieku pozostawał ważnym ogniwem drużyny i był określany przez media „generałem linii pomocy” Conquerors. W sierpniu 2007 w barwach Conquerors wystąpił w kolejnej edycji Copa Interclubes UNCAF, gdzie rozegrał dwa spotkania 1/8 finału z honduraskim Realem España (1:2, 2:1). Belizeński klub niespodziewanie wygrał z faworytem mecz rewanżowy i uległ dopiero w serii rzutów karnych. Według doniesień honduraskich mediów Nunez, podobnie jak reszta kolegów z drużyny, zarabiał na półprofesjonalnym kontrakcie w Conquerors nie więcej niż 5 tysięcy lempiras. 
Następnym zespołem Nuneza był Kraal Road FC, występujący w rozgrywkach Super League of Belize, niezrzeszonych w Belizeńskim Związku Piłki Nożnej. Pełnił tam funkcję grającego trenera drużyny oraz zarządzał klubem wspólnie z jego właścicielem Raymondem Gentle. Po kilku miesiącach przeniósł się do ówczesnego mistrza Super League – zespołu Texmar Boys FC. W sezonie 2008/2009 dotarł z nim do finału rozgrywek. Równolegle do gry w Super League występował w lidze oldbojów BPFL Over-35 Championship w barwach swojego byłego klubu Kulture Yabra FC. W kwietniu 2009 Nunez został zawodnikiem Hankook Verdes FC. Pierwszego gola w tej drużynie strzelił 29 kwietnia w wygranym 8:1 meczu ligowym z Ilagulei, a w wiosennym sezonie 2009 zdobył wicemistrzostwo Belize. Ogółem występował w Verdes przez osiem miesięcy, w grudniu 2009 otrzymując kolejną nagrodę dla najlepszego pomocnika ligi.

### 2009–2015
Następnie Nunez dołączył do swojej byłej drużyny Kulture Yabra FC w lidze oldbojów. Początkowo występował w rozgrywkach weteranów Belize City Over-35, a następnie w Belize District Over-40 Football Competition. Dzielił drużynę z byłymi gwiazdami belizeńskiego futbolu, m.in. Charliem Slusherem czy Davidem McCaulayem. W grudniu 2011 triumfował z Yabrą w rozgrywkach Over-40.
Wraz z powstaniem nowych rozgrywek Premier League of Belize prasa spekulowała, iż ponadczterdziestoletni Nunez mógłby dołączyć do jednego ze zrzeszonych w nich klubów (m.in. Police United FC). Ostatecznie jesienią 2012 powrócił do Juventusu FC, którego barwy reprezentował z sukcesami w latach 90. Wraz z Freddym Tunem (innym graczem Juventusu z lat 90.) byli wówczas najbardziej doświadczonymi zawodnikami zespołu. We wrześniu 2012 strzelił gola z rzutu karnego w meczu z San Ignacio United (2:1) i tym samym został jedynym piłkarzem, który zdobywał gole w lidze belizeńskiej w czterech ostatnich dekadach (lata 80., lata 90., lata 2000. i lata 2010–2019). W lutym 2013 podpisał umowę z FC Belize, po odbyciu z tą drużyną tygodniowego okresu przygotowawczego. W wiosennym sezonie 2012/2013 Closing zdobył z nią wicemistrzostwo Belize. W mediach podkreślano, że drużyna FC Belize była uzależniona w grze ofensywnej od Nuneza, który razem z innym weteranem Markiem Leslie zapewnił bardzo młodemu zespołowi stabilizację. W czerwcu 2013 Nunez wystąpił w drużynie gwiazd belizeńskiej Premier League w meczu towarzyskim z reprezentacją Belize, przygotowującą się do udziału w Złotym Pucharze CONCACAF.
Latem 2013 Nunez ponownie został graczem Verdes FC i potwierdził, że nadchodzący sezon będzie ostatnim w jego karierze. W lutym 2014 został zawieszony przez Belizeński Związek Piłki Nożnej na sześć miesięcy ze względu na wszczęcie bójki i zaatakowanie sędziego w półfinałowym rewanżu ligi z FC Belize (1:2). Po odbyciu kary, wbrew wcześniejszym zapowiedziom, zdecydował się kontynuować karierę piłkarską i dołączył do drużyny Placencia Texmar Assassins. Po kilku miesiącach przeniósł się do klubu Police United FC, gdzie był grającym asystentem trenera Hilberto Muschampa. W jesiennym sezonie 2015/2016 Opening zdobył z zespołem mistrzostwo Belize, po czym w wieku 44 lat zdecydował się zakończyć wieloletnią karierę piłkarską.

## Kariera reprezentacyjna
W marcu 1991 Nunez został powołany do reprezentacji Belize U-23 na północnoamerykańskie eliminacje do Igrzysk Olimpijskich w Barcelonie. Belizeńczycy odpadli z kwalifikacji w drugiej rundzie po porażce w dwumeczu z Salwadorem (0:2, 0:3) i nie zdołali awansować na igrzyska.
W listopadzie 1995 Nunez znalazł się w ogłoszonej przez selekcjonera Winstona Michaela kadrze pierwszej reprezentacji Belize na Puchar Narodów UNCAF (środkowoamerykańskie rozgrywki kwalifikacyjne do Złotego Pucharu CONCACAF). Tam 29 listopada na Estadio Cuscatlán w przegranym 0:3 meczu fazy grupowej z Salwadorem zadebiutował w drużynie narodowej, rozgrywając całe spotkanie. Był to zarazem pierwszy oficjalnie uznawany mecz w historii reprezentacji Belize. Nunez nie wystąpił w kolejnym meczu, z Kostaryką (1:2), a jego zespół odpadł z turnieju już w fazie grupowej.
W marcu 1999 Nunez w kontrowersyjnych okolicznościach nie otrzymał powołania na Puchar Narodów UNCAF, pomimo posiadania renomy najlepszego wówczas belizeńskiego piłkarza. Selekcjoner Manuel Bilches zdecydował się wówczas na skorzystanie z młodszych zawodników, ponieważ w jego opinii bardziej doświadczeni belizeńscy gracze „nie byli zainteresowani występami w drużynie narodowej i bardziej zależało im na występach w swoich klubach”. 
Kilka miesięcy później Nunez powrócił jednak do reprezentacji, przygotowującej się do eliminacji do Mistrzostw Świata w Korei i Japonii. Podczas kwalifikacji do mundialu rozegrał trzy z czterech możliwych meczów – z Salwadorem (0:5), Gwatemalą (1:2) i rewanż z Salwadorem (1:3, zanotował asystę przy golu Benta Burgessa). Media donosiły o kiepskiej atmosferze wewnątrz belizeńskiej reprezentacji – dziewiętnastu kadrowiczów (w tym Nunez, będący kapitanem drużyny) wystosowało pisemną petycję do Belizeńskiego Związku Piłki Nożnej, w której domagali się nowych strojów meczowych, zapłacenia zaległych premii oraz okazywania im większego szacunku przez selekcjonera Manuela Bilchesa.
Pierwszego oficjalnego gola w drużynie narodowej Nunez strzelił 24 kwietnia 2001 na stadionie MCC Grounds w wygranym 2:0 meczu towarzyskim z Nikaraguą. Było to pierwsze zwycięstwo w historii reprezentacji Belize.
W maju 2001 Nunez został powołany przez selekcjonera Leroya Sherriera Lewisa na Puchar Narodów UNCAF. Bazę kadry stanowili wówczas gracze klubu Kulture Yabra FC, w którym występował także Nunez. Na turnieju rozgrywanym w Hondurasie rozegrał obydwa spotkania w pełnym wymiarze czasowym – z Kostaryką (0:4) i Gwatemalą (3:3). W meczu z Gwatemalą zanotował dwie asysty (przy golach Diona Frazera i Marka Leslie), a Belize zdobyło pierwszy punkt w historii swoich występów w Pucharze Narodów. Belizeńczycy zakończyli swój udział w turnieju na fazie grupowej. Po turnieju nieoczekiwanie zwolniono selekcjonera Lewisa, co spotkało się z publicznymi protestami ze strony Nuneza i pozostałych kadrowiczów.
W 2004 roku Nunez zrezygnował z udziału w eliminacjach do Mistrzostw Świata w Niemczech. Wobec problemów organizacyjnych i konfliktu pomiędzy Belizeńskim Związkiem Piłki Nożnej, a władzami ligi Belize Premier Football League, do ostatniego miesiąca nie było wówczas wiadomo, czy Belize w ogóle przystąpi do kwalifikacji. 
W lutym 2005 Nunez został powołany na swój trzeci Puchar Narodów UNCAF. Wystąpił wówczas we wszystkich trzech meczach od pierwszej do ostatniej minuty – z Gwatemalą (0:2), Hondurasem (0:4) i Nikaraguą (0:1), a podopieczni selekcjonera Anthony’ego Adderly odpadli z rozgrywek w fazie grupowej.
Od tamtego czasu Nunez nie wystąpił już więcej w reprezentacji, co spotykało się z krytyką krajowych mediów. Donoszono o jego konflikcie z władzami Belizeńskiego Związku Piłki Nożnej. W 2013 roku spora grupa kibiców domagała się powołania wciąż aktywnego piłkarsko, 42-letniego Nuneza na Złoty Puchar CONCACAF, na którym Belizeńczycy wystąpili wówczas po raz pierwszy w historii. Tak się jednak nie stało.

## Statystyki kariery

### Reprezentacyjne
| Belize | Belize | 1995   | — | — | — | — | PNU | 1 | 0 | 1  | 0 |
| Belize | Belize | 1996   | — | — | — | — | —   | — | — | 0  | 0 |
| Belize | Belize | 1997   | — | — | — | — | —   | — | — | 0  | 0 |
| Belize | Belize | 1998   | — | — | — | — | —   | — | — | 0  | 0 |
| Belize | Belize | 1999   | — | — | — | — | —   | — | — | 0  | 0 |
| Belize | Belize | 2000   | — | — | 3 | 0 | —   | — | — | 3  | 0 |
| Belize | Belize | 2001   | 1 | 1 | — | — | PNU | 2 | 0 | 3  | 1 |
| Belize | Belize | 2002   | 1 | 2 | — | — | —   | — | — | 1  | 2 |
| Belize | Belize | 2003   | — | — | — | — | —   | — | — | 0  | 0 |
| Belize | Belize | 2004   | — | — | — | — | —   | — | — | 0  | 0 |
| Belize | Belize | 2005   | — | — | — | — | PNU | 3 | 0 | 3  | 0 |
| Ogółem | Ogółem | Ogółem | 2 | 3 | 3 | 0 | PNU | 6 | 0 | 11 | 3 |

- PNU – Puchar Narodów UNCAF

Źródło: National Football Teams (ang.)

### Gole w reprezentacji
| #  | Data             | Miejsce                          | Przeciwnik | Gol | Wynik | Rozgrywki       |
| -- | ---------------- | -------------------------------- | ---------- | --- | ----- | --------------- |
| 1. | 24 kwietnia 2001 | MCC Grounds, Belize City, Belize | Nikaragua  | 2–0 | 2–0   | Mecz towarzyski |
| 2. | 17 kwietnia 2002 | MCC Grounds, Belize City, Belize | Nikaragua  | ?   | 7–1   | Mecz towarzyski |
| 3. | 17 kwietnia 2002 | MCC Grounds, Belize City, Belize | Nikaragua  | ?   | 7–1   | Mecz towarzyski |

## Styl gry
Zawodnicy tacy jak „Tilliman” mogliby grać w dowolnej drużynie na świecie.

Nunez jest zgodnie uznawany przez obserwatorów za jednego z najlepszych i najbardziej utalentowanych piłkarzy w historii belizeńskiej piłki nożnej oraz legendę belizeńskiego futbolu. W 1999 roku dziennikarz James Adderley scharakteryzował go jako „jedynego piłkarza z Belize na poziomie międzynarodowym w najnowszej historii”. W 2006 roku gazeta Amandala nazwała Nuneza „supergwiazdą, która przez ostatnie 15 lat nie miała sobie równych w belizeńskim futbolu”, natomiast w 2013 roku „piłkarskim fenomenem” oraz „najlepszym belizeńskim zawodnikiem swojego pokolenia”.
Przez większość swojej kariery Nunez występował na pozycji napastnika, lecz w bardziej zaawansowanym wieku grał jako pomocnik skoncentrowany na kreowaniu akcji ofensywnych. Na boisku charakteryzował się między innymi pracowitością. Wyróżniał się prowadzeniem zdrowego stylu życia, unikał używek. Choć z wiekiem zatracił w pewnym stopniu swoją szybkość i wytrzymałość, to nawet po 40. roku życia dobra kondycja pozwalała mu rozgrywać mecze w pełnym wymiarze czasowym.
Miał opinię zawodnika kontrowersyjnego.

## Życie prywatne
Synowie Nuneza, Jayson „Buyu” Thurton i Akeem „Bats” Thurton, również trenowali piłkę nożną i występowali w młodzieżowych rozgrywkach w Belize. W późniejszych latach Akeem pracował jako sprzedawca ryb, a w kwietniu 2012 został skazany na karę 15 lat pozbawienia wolności za usiłowanie zabójstwa. Inny syn Nuneza, Porshan Pipersburgh, został śmiertelnie postrzelony w wieku 21 lat w listopadzie 2016 w Belize City.
Równolegle do półprofesjonalnej gry w lidze belizeńskiej Nunez pracował jako fryzjer.
W sierpniu 2000 Nunez i jego kolega z drużyny Charlie Slusher zostali aresztowani i poważnie pobici przez funkcjonariuszy policji przed klubem nocnym w Belmopan za rzekomy udział w bójce. Poszkodowani zgodnie utrzymywali, że nie brali udziału w zaistniałej bójce i użyto wobec nich przemocy (zarówno na miejscu zatrzymania, jak i w drodze na komisariat) bez powodu. Dwa dni później Hughington Williams, komendant policji dystryktu Orange Walk, poinformował o zwolnieniu dwóch policjantów z obowiązków służbowych ze względu na przekroczenie swoich uprawnień, a wobec pozostałych dwóch funkcjonariuszy zostało wszczęte postępowanie dyscyplinarne.
We wrześniu 2007 Nunez został oskarżony przez swojego wuja Sebastiana Nuneza o pobicie i groźby z użyciem broni palnej. Ostatecznie w wyniku śledztwa prokuratura postawiła zawodnikowi zarzuty wyłącznie za spowodowanie uszczerbku na zdrowiu.

## Inne
W grudniu 2019 Nunez został uhonorowany za szczególne osiągnięcia dla rozwoju sportu w Belize przez burmistrza Belize City. 
W kwietniu 2020 gazeta Amandala uwzględniła Nuneza w galerii sław belizeńskiej piłki nożnej.